# Machaerota rastrata
Machaerota rastrata är en insektsart som först beskrevs av Walker 1870.  Machaerota rastrata ingår i släktet Machaerota och familjen Machaerotidae. Inga underarter finns listade i Catalogue of Life.